# Christian McBride
Christian McBride, född 31 maj 1972 i Philadelphia, Pennsylvania, är en amerikansk jazzbasist.
McBride spelar både kontrabas och elbas (ofta utan band) och han är en av dagens mest eftertraktade jazzbasister. Han lärde sig spela elbas vid 9 års ålder och kontrabas vid elva. Hans första lärare var hans far och hans farbror. Han tog examen från en musikskola i Philadelphia 1989 och började spela i Philadelphia Youth Orchestra och fusiongruppen Free Flight. Efter att ha börjat studera igen ett tag började han arbeta på diverse jazzklubbar i New York. Så småningom blev han medlem i Roy Hargroves band följt av Freddie Hubbards. Där stannade han till 1993.
1991 fick han förfrågan att få spela tillsammans med kontrabasisterna Ray Brown och John Clayton i trion SuperBass. Efter att 1992 blivit hyllad av tidskriften Rolling Stone och hoppat in i olika band spelade han in sitt första album som ledare 1994, Gettin' to It. 1996 medverkade han i Robert Altmans film Kansas City.

## Diskografi
- 1994 – Gettin' to It
- 1995 – Number Two Express
- 1998 – A Family Affair
- 2000 – Sci-Fi
- 2003 – Vertical Vision
- 2006 – Live at Tonic